# Baseball ai Giochi della XXIV Olimpiade
Le gare di baseball alle olimpiadi estive del 1988 si sono svolte ad agosto a Seul.

## Gara maschile
| Pos. | Nazione     |
| ---- | ----------- |
| 1    | Stati Uniti |
| 2    | Giappone    |
| 3    | Porto Rico  |

## Medagliere per nazioni
| Pos. | Nazione     | Oro | Argento | Bronzo | Totale |
| ---- | ----------- | --- | ------- | ------ | ------ |
| 1    | Stati Uniti | 1   | 0       | 0      | 1      |
| 2    | Giappone    | 0   | 1       | 0      | 1      |
| 3    | Porto Rico  | 0   | 0       | 1      | 1      |